# Dværgulvefod-slægten
Dværgulvefod (Selaginella) er en slægt med ca. 700 arter, der er udbredt på alle kontinenter (undtagen Antarktis). For en beskrivelse af slægtens kendetegn: se Dværgulvefod-familien. I det følgende omtales kun den ene art, som er vildtvoksende i Danmark samt nogle få arter af hortonomisk interesse, f.eks. Selaginella apoda. Ved juletid sælges sorterne Selaginella martensii 'Watsoniana' og 'Variegata'.
Nogen arter (f.eks. Mos-Dværgulvefod kan minde om mos eller egentlig Ulvefod, mens andre arter kan minde om bladene på Thuja.
Nogle arter er ørkenplanter og flere af disse har samme egenskab som Jerikos Rose, nemlig at miste den grønne farve og krølle sig sammen i tørkeperioder. Andre arter er tropiske skovplanter der ved første øjekast minder om Bregner.
I Nord-Amerika findes – udover vor hjemlige Mos-Dværgulvefod – også arterne S. apoda, S. densa, S. eclipes – alle i de varmere, sydlige områder. Mod nord træffes også S. rupestris der tillige er fundet et enkelt stede på Grønland.
| Arter |

- Mos-Dværgulvefod (Selaginella selaginoides) – vildtvoksende i Danmark
- Jerikos Rose (Selaginella lepidophylla)

| Portal | Portal:Botanik |